# France Horizon
 (avril 2019).
France Horizon, anciennement dénommée Comité d'Entraide aux Français Rapatriés (CEFR), est une association créée en avril 1940 gestionnaire d’établissements sociaux, médico-sociaux et de crèches multi-accueil.
L’association a hébergé et accompagné près de 20 000 personnes en 2018 et intervient au sein de 8 régions en France, notamment en Île-de-France où le siège social est situé à Paris.

## Histoire

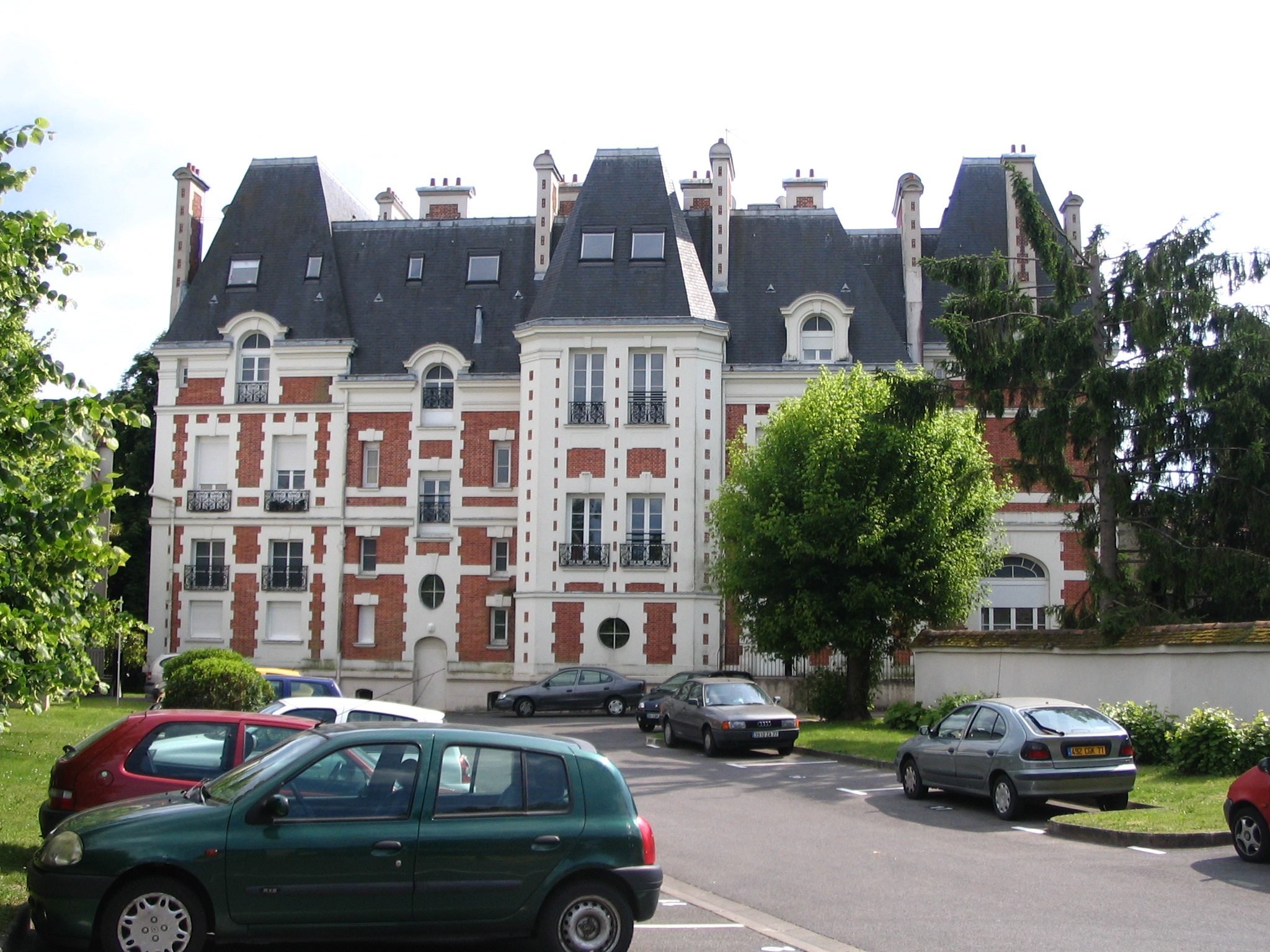
Le Château des Brullys en 2009.

Depuis sa création en 1940 à l’initiative de l’Etat, le CEFR, aujourd’hui France Horizon, a progressivement fait évoluer ses missions sociales et médico-sociales.
Si en 1940, la première mission du CEFR était d’apporter un soutien matériel et logistique aux Français déplacés dans le contexte de la 2de Guerre Mondiale, de 1945 à 1970, elle se consacre entièrement aux Français de l’étranger rapatriés en France par les autorités. L’association devient alors l’unique organisation en France assumant une prise en charge complète dédiée aux Français de retour de l’étranger.
Dès 1952, le CEFR élargit son champ d'action aux besoins spécifiques des personnes âgées et ouvre une maison de retraite au château des Brullys, en Seine-et-Marne, que le ministère des Affaires étrangères lui a affecté.
Dans les années 1980, avec la baisse des rapatriements, l’association diminue sa capacité d’accueil ; passant d’une soixantaine à une douzaine d’établissements et de sept mille à un millier de lits. Dans le même temps l’association fait de l’accueil et de l’accompagnement des personnes âgées une mission à part entière. Elle ouvre ses EHPAD à toute personne âgée voisine de ses établissements et créée six nouveaux EHPAD. A but non-lucratif, toutes ses maisons de retraite sont habilitées à l’aide sociale. Les établissements du pôle Accueil et Insertion suivent la même trajectoire en ouvrant ses services à des personnes non-rapatriées, résident à proximité des établissements et en situation de difficulté sociale.
À partir de 2015 le CEFR change de nom pour devenir FRANCE HORIZON afin de rapprocher son identité de la réalité de ses missions. Le pôle Français de l’étranger représentait alors moins de 10% de ses activités.
Dans le cadre de son plan stratégique 2015/2020, France Horizon ouvre une première crèche multi-accueil et intègre le programme européen de réinstallation des réfugiés syriens ainsi que le programme européen de relocalisation.

## Missions
L’activité de France Horizon peut être découpée en quatre pôles à savoir Accueil et Insertion, Petite enfance, Séniors et Français de l'étranger-rapatriés.

### Accueil et Insertion
Le pôle Accueil et Insertion est composé d'établissements sociaux qui visent plusieurs objectifs notamment dans le domaine de l'accueil, de l'hébergement et de la réinsertion sociale et professionnelle. Les principaux publics concernés sont les personnes en situation d'exclusion ou en grande difficulté sociale qui nécessitent une aide globale leur permettant d’accéder au logement et de retrouver leur autonomie au travers d’une insertion globale sociale et professionnelle.

### Séniors
Le pôle Seniors propose des résidences médicalisées (EHPAD) aux personnes âgées de plus de 60 ans. Elles promettent un accompagnement médical avec au sein de chaque résidence, une fonction hôtellerie/restauration, une fonction médicale et une fonction vie sociale. Il s’agit d’établissements à but non-lucratif habilités à l’aide sociale et donc ouverts à toutes les personnes.

### Petite enfance
Le pôle Petite enfance comprend des crèches multi-accueils. déployant chacune un projet pédagogique propre. Habilités par la CAF, ces structures sont ouvertes à tous les parents, sans condition de ressources.

### Français de l’étranger-rapatriés
Ce dernier pôle, historiquement à l’origine de la création de l’association, accueille des Français de retour de l’étranger, francophones ou non francophones, sur demande du ministère des Affaires étrangères et des services consulaires, quelle que soit l’urgence ou l’importance de la situation. Depuis 1940, environ 50 000 personnes rapatriées ont bénéficié de ce soutien que ce soit au travers d'une aide matérielle, financière, psychologique, à l'hébergement ou encore à l'insertion.

## Organisation

### Conseil d'Administration
Le Conseil d’Administration de France Horizon est composé de 14 membres dont 4 sont membres de droit : 2 représentants du ministère des Affaires étrangères et du Développement international, un représentant de l'Union des Français de l'étranger et un représentant de l’Association démocratique des Français de l'étranger - Français du Monde.
En 2015, le Conseil d’Administration compte notamment une sénatrice représentant les Français établis hors de France, Christiane Kammermann, des représentants politiques locaux et/ou nationaux ou encore des acteurs publics du secteur social.

### Présidence
Liste des présidents :
- M. Sicard (1940-1949)
- Maurice Richard (1949-1979)
- Louis Hermet (1979-1982)
- Pierre Bideberry (1982-1992)
- Ramon Casamitjana (1992-2013)
- Hubert Valade (depuis 2013)

### Siège national
France Horizon est dirigée par un directeur général. Le siège de l’association et la direction nationale sont situés à Paris 10e.

### Les établissements en France

#### Les EHPAD
- EHPAD Les Brullys– Vulaines-sur-Seine
- EHPAD Maison Fleurie – Feyzin
- EHPAD Les Tisserins – Évry
- EHPAD Hippolyte Panhard – Le Coudray-Montceaux
- EHPAD La Tour – Montredon-des-Corbières
- EHPAD Résidence des 7 fontaines – Gaillac
- EHPAD Les Patios de l’Yerres – Combs-la-Ville
- EHPAD Le Parc Fleuri - Mormant
- EHPAD Résidence de la Marne - Lagny sur Marne

#### Les CHRS
- CHRS de Vaujours
- Centre de stabilisation d’Aubervilliers
- Dispositif de Montreuil (FNAVDL)
- CHRS de Saint-Herblain
- CHRS d’Angers
- CHRS du Mans
- CHRS de Feyzin
- CHRS de Grenoble
- CHRS de Roubaix
- CHRS de Nancy
- CHRS de Strasbourg
- CHRS de Pessac
- CHRS de Toulouse
- CHRS de Wambrechies
- Un Dispositif d'Accueil pour les Mineurs Etrangers de Mâcon

#### Les Crèche Multi-accueils
- Multi-accueil Horizon Clichy - Paris 10e
- Multi-accueil Les Petits Printemps - Paris 14e
- Multi-accueil Les Kyklos - Paris 20e